# 莲花街道 (资阳市)
莲花街道，是中华人民共和国四川省资阳市雁江区下辖的一个乡镇级行政单位。

## 行政区划
莲花街道下辖以下地区：
雁中社区、雁北社区、向阳社区、观音阁社区、火车站社区、海川社区、双龙井社区、九眼桥社区、城北社区、莲花社区和滨江路社区。